# Parlamentswahlen in Haiti 2000
Die Parlamentswahlen in Haiti 2000 waren eine von Unregelmäßigkeiten und Gewalt gegen die Opposition überschattete Wahl. Trotz einer guten Wahlbeteiligung waren die Ergebnisse ein Spiegelbild des Wahlkampfes, der eine Allgegenwart der Partei Fanmi Lavalas gesehen und eine überwältigende Mehrheit an den Wahlurnen zugunsten dieser Regierungspartei erbracht hatte.
Am 21. Mai und am 9. Juli 2000 fanden der erste Wahlgang und die Stichwahlen für alle 83 Sitze der Abgeordnetenkammer und für 19 (zwei Drittel) der Mitglieder des Senats statt.

## Hintergrund
Der Ablauf der Wahlperiode der Mitglieder der Abgeordnetenkammer und von zwei Dritteln der Senatoren machte verfassungsgemäße Neuwahlen nötig. Am 11. Januar 1999 gab Präsident René Préval bekannt, dass diese im Frühjahr 2000 stattfinden würden. Die Termine wurden für den 19. März und den 30. April 2000 festgelegt. Aufgrund gewalttätiger Auseinandersetzungen und der Ermordung von Oppositionsmitgliedern beschloss die provisorische Wahlrat (CEP), die Wahlen zu verschieben. Neue Termine wurden der 21. Mai und der 9. Juli 2000.
Neben den Senatoren und Mitgliedern der Abgeordnetenkammer waren 697 Mandate auf kommunaler Ebene zu besetzen. Aufgrund der unzureichenden Sicherheitslage im Land und eines stark aufgeheizten politischen Klimas fanden im Wahlkampf keine öffentlichen Versammlungen statt.

## Ergebnis

### Abgeordnetenkammer
| Partei bzw. Wahlbündnis                                  | Sitze |
| -------------------------------------------------------- | ----- |
| Fanmi Lavalas                                            | 72    |
| Mouvement Chrétien National (MOCHRENA)                   | 3     |
| Parti Louvri Baryé                                       | 2     |
| Espace de Concentration                                  | 2     |
| Parti nationaliste progressiste révolutionnaire (PANPRA) | 1     |
| unabhängige Bewerber und Kleinstparteien                 | 3     |
| Gesamt                                                   | 83    |

### Senat
Alle 27 Sitze des Senats wurden nach Abschluss der Wahlen von Mitgliedern der Fanmi Lavalas gestellt. Die Oppositionsparteien hatten nach dem ersten Wahlgang ihre Kandidaten wegen des Vorwurfs von Unregelmäßigkeiten zurückgezogen.

## Folgen
Mehr als 200 internationale Beobachter, die zur Hälfte von der Organisation Amerikanischer Staaten (OAS) entsandt worden waren, beanstandeten die Methoden der Stimmenauszählung und der Sitzverteilung im ersten Wahlgang.
Der Präsident des provisorischen Wahlrats (CEP), Léon Manus, der sich angesichts der Unregelmäßigkeiten bei der Stimmenauszählung weigerte, die endgültigen Ergebnisse zu bestätigen, musste unter dem Schutz ausländischer Diplomaten das Land verlassen und in die USA flüchten.
Die OAS zog ihre Beobachter für den zweiten Wahlgang ab, da sie der Ansicht war, dass die Ergebnisse des ersten Wahlgangs zugunsten der Partei Fanmi Lavalas des ehemaligen Präsidenten Jean-Bertrand Aristide und des amtierenden Präsidenten René Préval manipuliert worden waren.
Die Oppositionsparteien boykottierten auch die später im Jahr 2000 abgehaltenen Präsidentschaftswahlen. 